# Fredrik Håkansson
Johan Fredrik Håkansson (Laholm, 2 augustus 1975) is een voormalig Zweeds professioneel tafeltennisser.
Hij nam namens zijn land deel aan de Olympische Zomerspelen 2000 maar won geen medailles.

## Belangrijkste resultaten
- WK
  - Goud met het team in 2000 in Kuala Lumpur.
  - Brons met het team in 2001 in Osaka.
- EK
  - Goud met het team in 2000 in Bremen.
  - Goud met het team in 2002 in Zagreb.
  - Zilver met het team in 1994 in Birmingham.
  - Brons met het team in 1998 in Eindhoven.
  - Brons met het team in 2003 in Courmayeur.